# کورتیس پی-۳۶ هاوک
P-36 Hawk/Hawk 75/Mohawk (به انگلیسی: Curtiss_P-36_Hawk) یک هواگرد از نوع هواپیمای جنگنده ساخت شرکت Curtiss-Wright Corporation است. هواگرد P-36 Hawk/Hawk 75/Mohawk نخستین پروازش را در ۶ مه ۱۹۳۵ میلادی انجام داد. این هواگرد در سال ۱۹۳۸ میلادی رسماً معرفی گردید. در مجموع، تعداد 215 (P-36) plus 900 export Hawk 75 variants فروند از این هواگرد ساخته شده‌است.

## قصد تولید در ایران
این هواپیما جدیدترین جنگنده ای بود که در اواخر سلطنت رضاشاه قرار شد در کارخانه هواپیماسازی شهباز ایران تولید شود. ده فروند از آن با کد بومی H-75A-9  با موتور Wright R-1820-G205A که برای مونتاژ در این کارخانه تحویل ایران شده بودند، هنوز در جعبه بودند که پس از حمله متفقین به ایران در شهریور ۱۳۲۰ شمسی و اوت ۱۹۴۱ میلادی  توسط بریتانیا غارت و به هندوستان برده شدند. این هواپیماها در هندوستان بنام Mohawk IV نامگذاری شدند و به خدمت گرفته شدند.